# Anatolij Gierk
Anatolij Anatoljewicz Gierk (ur. 20 listopada 1984 w Polewskim, rus. Анатолий Анатольевич Герк) – rosyjski piłkarz występujący na pozycji napastnika.

## Kariera
Gierk karierę rozpoczynał jako junior w klubie Akademik Moskwa. W 2001 roku przeszedł do juniorskiej ekipy belgijskiego Anderlechtu. W 2004 roku został włączony do jego pierwszej drużyny. W pierwszej lidze belgijskiej zadebiutował 24 października 2004 w wygranym 4:2 meczu z KRC Genk. W sezonie 2004/2005 rozegrał 6 ligowych spotkań, a także wywalczył z klubem wicemistrzostwo Belgii. W Anderlechcie grał jeszcze przez pół roku, jednak nie rozegrał tam żadnego spotkania.
W styczniu 2006 roku odszedł do holenderskiego FC Twente. W Eredivisie zadebiutował 22 stycznia 2006 w przegranym 2:3 spotkaniu z Ajaxem Amsterdam. W Twente grał przez półtora roku. W sumie zagrał tam w 9 ligowych meczach.
W lipcu 2007 powrócił do Rosji, gdzie został zawodnikiem Saturna Ramienskoje. Po przyjściu do klubu został włączony do jego rezerw. W styczniu 2009 został wypożyczony do drugoligowego Urału Jekaterynburg. 8 kwietnia 2009 w wygranym 2:1 spotkaniu z klubem SKA-Energia Chabarowsk strzelił pierwszego gola w zawodowej karierze.
W latach 2011–2012 grał w Mordowiji Sarańsk, a w 2012 roku wrócił do Urału. W 2014 roku grał w FK Tambow.